# 斯洛比德卡 (科羅斯特舍夫區)
50°27′7″N 28°53′22″E / 50.45194°N 28.88944°E
斯洛比德卡（烏克蘭語：Слобідка）是烏克蘭北部的村莊，隸屬日托米爾州的日托米爾區。該村面積3.83平方公里，海拔高度195米，2024年人口424，人口密度每平方公里166.97人。

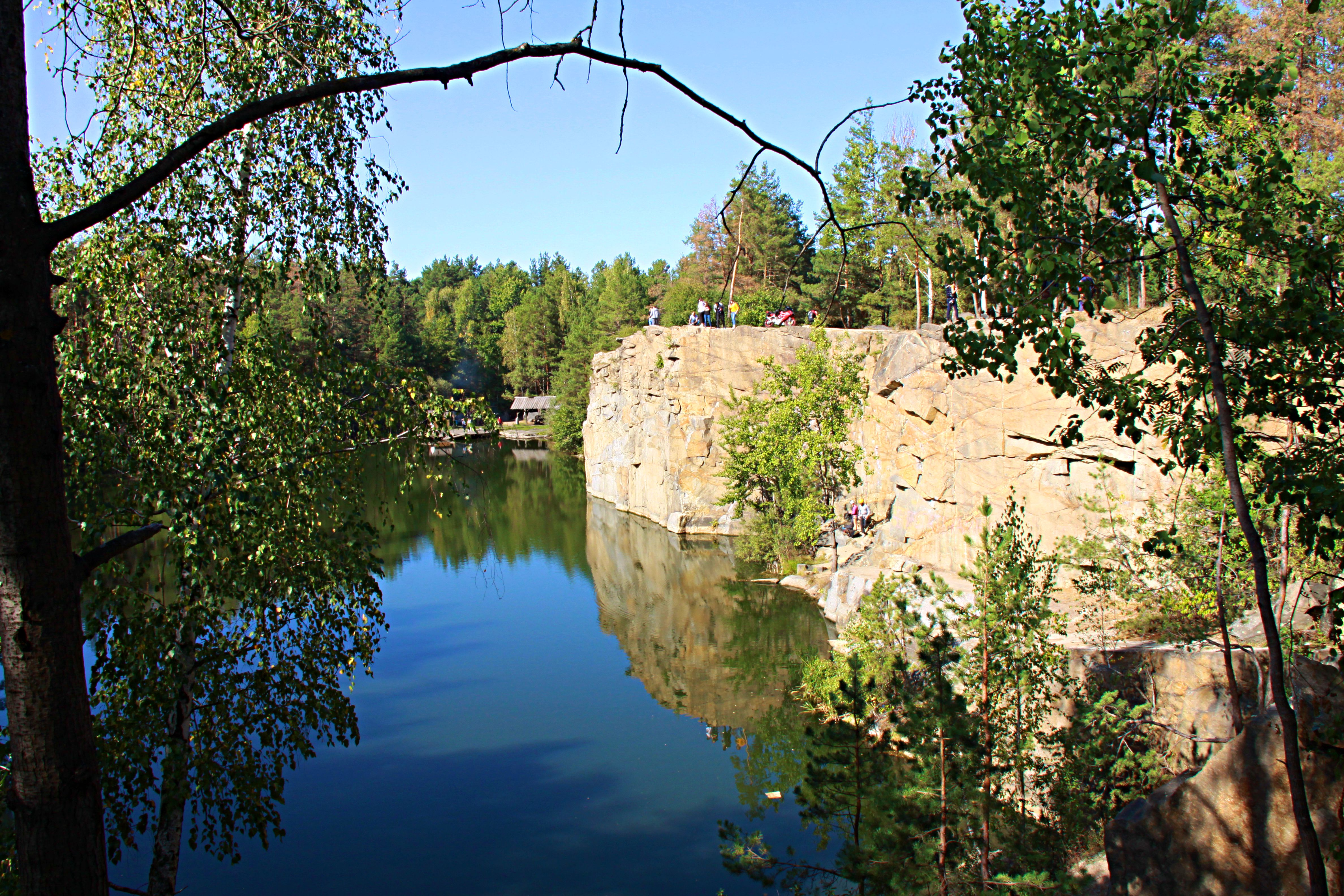
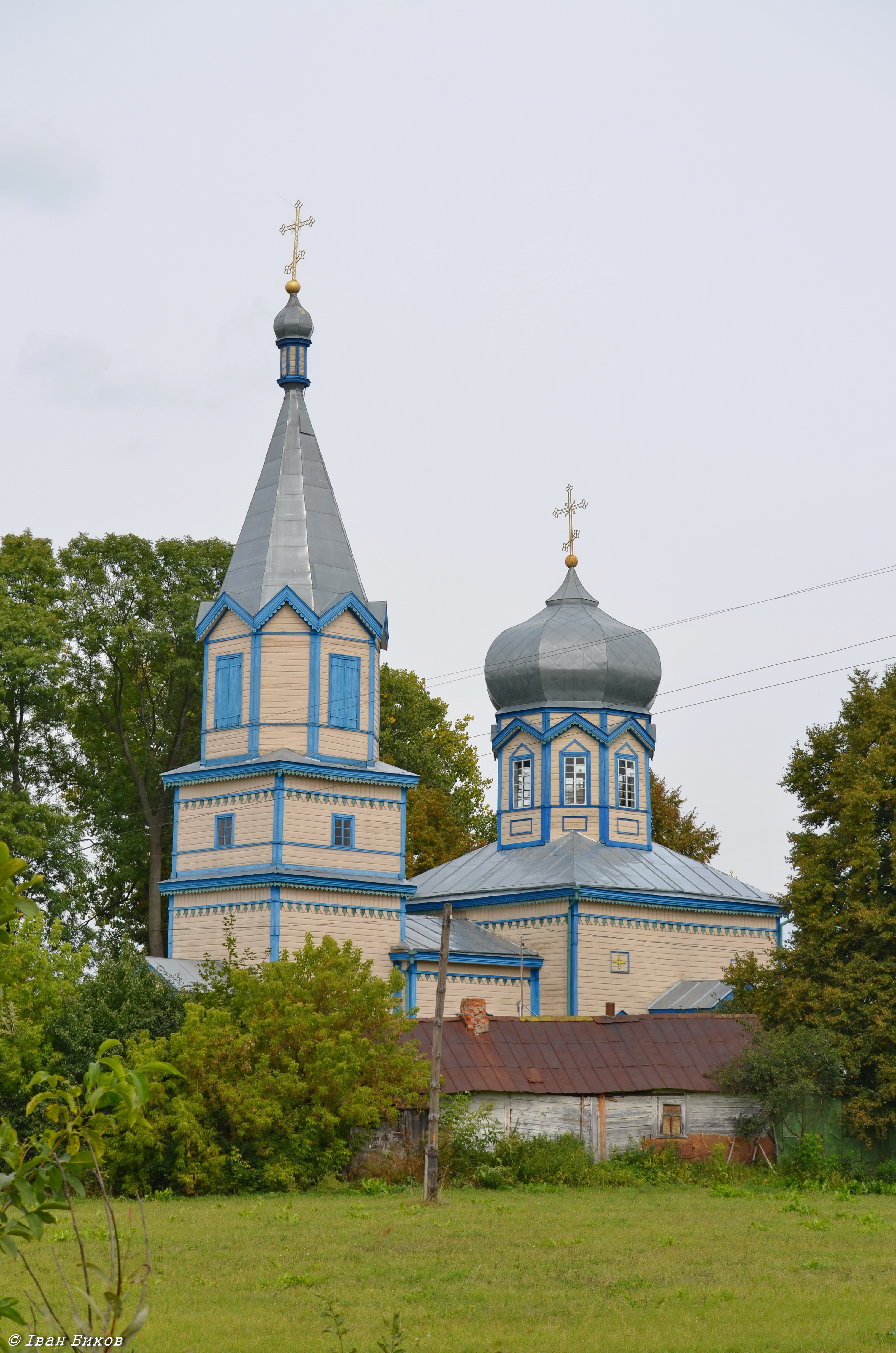